# بروس آرينا
بروس آرينا, ولد في الواحد والعشرون من سبتمبر 1951. مدرب كرة قدم أمريكي. يشغل حاليا منصب مدرب منتخب الولايات المتحدة لكرة القدم للرجال. 
عضو في قاعة مشاهير كرة لقدم.
 لدى آرينا سجل حافل بالإنجازات ويعبتره البعض أنجح مدرب كرة قدم في أمريكا الشمالية, بعد تحقيقه لقب دوري المحترفين الأمريكي خمس مرات. كان على رأس الجهاز الفني  لمنتخب الولايات المتحدة الأمريكية في الألعاب الأولمبية الصيفية 1996, و كأس العالم لكرة القدم 2002, و كأس العالم لكرة القدم 2006. بالإضافة لتدريبه عدة أندية محلية في الدوري الأمريكي لكرة القدم : نيويورك ريد بولز, دي.سي. يونايتد, بالإضافة إلى نادي لوس أنجلوس جلاكسي.

 آرينا كان حارس مرمى قبل بداية مسيرته الفنية في جامعة كورنيل و منتخب الولايات المتحدة لكرة القدم. حصد لقب وحيد في تلك الفترة.

## سيرته كلاعب

### مراحل الدراسة
ولد آرينا في بروكلين, نيويورك إلى الإيطالية الآباء المهاجرين  ، ونشأ في لونغ آيلاند مدينة Franklin Square, نيويورك, حيث درس المرحلة الثانوية. في حين أنه برع في العديد من الألعاب الرياضية، كان صغير جدا بالنسبة لكرة القدم الأمريكية ، لذلك انضم إلى المدرسة فريق كرة القدم كمدافع. انتقل لحراسة المرمى بعد تعرض زميله حارس الفريق لاصابه.

### الدولية
.

## روابط خارجية
- بروس آرينا على موقع قاعدة بيانات كرة القدم.إي يو (الإنجليزية)
- بروس آرينا على موقع ناشيونال فوتبول تيمز (الإنجليزية)
- بروس آرينا على موقع Soccerbase.com (مدرب) (الإنجليزية)
- بروس آرينا على موقع Soccerway.com (الإنجليزية)
- بروس آرينا على موقع عالم كرة القدم.نت (الإنجليزية)
- بروس آرينا على موقع أوليمبيديا (الإنجليزية)